# Jonny May
Pour les articles homonymes, voir May.

a Compétitions nationales et continentales officielles uniquement.

b Matchs officiels uniquement.
Dernière mise à jour le 2 juillet 2025.
Jonathan James May dit « Jonny May », né le 1er avril 1990 à Swindon (Angleterre), est un joueur international anglais de rugby à XV jouant principalement au poste d'ailier au Soyaux Angoulême XV en Pro D2 ainsi qu'en équipe d'Angleterre depuis 2013.
Il est formé à Gloucester Rugby où il joue de 2009 à 2017, puis rejoint les Leicester Tigers pendant trois, avant de faire son retour dans son club formateur en 2020. Il rejoint le club de Soyaux Angoulême XV en 2024.

## Biographie

### Jeunesse et formation
May est né à Swindon. Il a ensuite étudié à St Francis avant de continuer sa scolarité à The Ridgeway School et au Sixth Form College. Il a ensuite étudié au sein du Hartpury College (en) où il était membre de l'équipe de rugby du Hartpury University RFC, entraîné par Allan Lewis (en) , au sein de laquelle évoluait également Alex Cuthbert sur l'aile opposée.

### Carrière en club
Sorti de l'académie de rugby de Gloucester , il joue son premier match professionnel avec l'équipe de Gloucester Rugby durant un match de pré-saison contre Bath Rugby le 15 août 2009, la semaine suivante il est remplaçant et marque un essai contre la province Irlandaise du Connacht à la suite de son entrée en jeu. Ses débuts en compétition officielle avec l'équipe première ont lieu en Heineken Cup, lorsqu'il remplace Charlie Sharples contre les Newport Gwents Dragons. Sa première titularisation à l'aile a lieu seulement un mois plus tard, en Coupe Anglo-Galloise contre les Wasps. Le 20 février 2010, contre les Leicester Tigers à Welford Road, May remplace en fin de match Fuimaono-Sapolu qui est contraint de sortir sur blessure. Malgré la défaite de Gloucester, May inscrit son premier essai lors de son premier match de Premiership. Il fut de nouveau titularisé 2 autres fois durant la saison, contre les Wasps et les Saints.
En 2012, il a été récompensé pour avoir marqué l'essai de l'année dans le Championnat anglais, un numéro en solitaire contre les Harlequins en février 2012. La même année il est gagne le LV= Breakthrough Player Award. Il est également désigné Gloucester's Young Player-of-the-Year pour la saison 2011-2012 . En Décembre 2012, May signe une extension de contrat de 2 ans avec Gloucester, courant jusqu'à la saison 2014-2015 . Le 24 octobre 2014, il signe un nouveau contrat à long terme avec son club de Gloucester Rugby.
En 2017, à la suite de l'activation d'une clause peu connue dans son contrat avec Gloucester, Jonny May rejoint les Leicester Tigers lors d'un échange de joueurs avec Ed Slater. Ses débuts avec Leicester sont fracassants, puisqu'il inscrit 9 essais en 8 matchs et est nommé joueur du mois par son club .
En avril 2020, après trois saisons à Leicester, il s'engage à partir de la saison 2020-2021 à nouveau avec le club de Gloucester, pour lequel il avait déjà fait ses débuts professionnels entre 2009 et 2017.
À partir de la saison 2024-2025, Jonny May quitte l'Angleterre pour la France, où il s'engage avec Soyaux Angoulême, évoluant en Pro D2.

### Carrière internationale
En Janvier 2012 May est appelé à jouer pour les England Saxons. Il entra en jeu en tant que remplaçant contre l’Écosse pour son premier match puis eu droit à sa première titularisation la semaine suivante contre l'Irlande.
May a été appelé à participer à la tournée de l'équipe d'Angleterre en Afrique du Sud en Juin 2012 . Il inscrit 2 essais lors de la victoire 57-31 de l'Angleterre contre les Sharks. Durant l'été 2013, il fait sa première apparition internationale en équipe nationale lors de la tournée d'été de cette dernière en Argentine, lors du second test, remporté par les Anglais 51-26. Le 9 janvier 2014, May est appelé pour le Tournoi des Six Nations durant lequel il est titulaire contre la France, l’Écosse, l'Irlande et l'Italie .
A l'automne 2014 il participe aux 4 tests matchs joués par l'Angleterre contre la Nouvelle-Zélande, l'Afrique du Sud, les Samoa et l'Australie. Le 8 novembre 2014, il marque son premier essai international contre la Nouvelle-Zélande après une course de 50 mètres durant laquelle il s'est défait de deux défenseurs adverses .
En juillet 2019, il est sélectionné en équipe nationale pour préparer la Coupe du monde 2019.
Fin juin 2023, il est sélectionné avec le XV de la Rose par Steve Borthwick dans un groupe de 41 joueurs pour les matchs de préparation à la Coupe du monde 2023,. Début août suivant, il fait partie de la sélection finale pour la compétition. Durant la compétition, il est titulaire lors de cinq des sept matchs que l'Angleterre joue. Son équipe remporte notamment la finale pour la troisième place contre l'Argentine sur le score de 26 à 23. Peu de temps après la fin de la compétition, il annonce prendre sa retraite internationale après 78 matchs joués et 36 essais marqués avec l'Angleterre.

## Statistiques en équipe nationale
| Numéro | Date              | Lieu                               | Adversaire       | Compétition                 | Résultat | Score |
| ------ | ----------------- | ---------------------------------- | ---------------- | --------------------------- | -------- | ----- |
| 1      | 8 novembre 2014   | Stade de Twickenham, Londres       | Nouvelle-Zélande | Test match                  | Défaite  | 21–24 |
| 2      | 22 novembre 2014  | Stade de Twickenham, Londres       | Samoa            | Test match                  | Victoire | 28-9  |
| 3      | 22 novembre 2014  | Stade de Twickenham, Londres       | Samoa            | Test match                  | Victoire | 28-9  |
| 4      | 15 août 2015      | Stade de Twickenham, Londres       | France           | Test match                  | Victoire | 19-14 |
| 5      | 5 septembre 2015  | Stade de Twickenham, Londres       | Irlande          | Test match                  | Victoire | 21-13 |
| 6      | 26 septembre 2015 | Stade de Twickenham, Londres       | Pays de Galles   | Coupe du monde 2015         | Défaite  | 25-28 |
| 7      | 12 novembre 2016  | Stade de Twickenham, Londres       | Afrique du Sud   | Test match                  | Victoire | 37-21 |
| 8      | 26 novembre 2016  | Stade de Twickenham, Londres       | Argentine        | Test match                  | Victoire | 27-14 |
| 9      | 10 juin 2017      | Estadio del Bicentenario, San Juan | Argentine        | Test match                  | Victoire | 38-34 |
| 10     | 18 novembre 2017  | Stade de Twickenham, Londres       | Australie        | Test match                  | Victoire | 30-6  |
| 11     | 10 février 2018   | Stade de Twickenham, Londres       | Pays de Galles   | Six Nations 2018            | Victoire | 12- 6 |
| 12     | 10 février 2018   | Stade de Twickenham, Londres       | Pays de Galles   | Six Nations 2018            | Victoire | 12- 6 |
| 13     | 10 mars 2018      | Stade de France, Saint-Denis       | France           | Six Nations 2018            | Défaite  | 16-22 |
| 14     | 17 mars 2018      | Stade de Twickenham, Londres       | Irlande          | Six Nations 2018            | Défaite  | 15-24 |
| 15     | 9 juin 2018       | Ellis Park Stadium, Johannesbourg  | Afrique du Sud   | Test match                  | Défaite  | 39-42 |
| 16     | 16 juin 2018      | Free State Stadium, Bloemfontein   | Afrique du Sud   | Test match                  | Défaite  | 12-23 |
| 17     | 23 juin 2018      | Newlands Stadium, Le Cap           | Afrique du Sud   | Test match                  | Victoire | 25-10 |
| 18     | 24 novembre 2018  | Stade de Twickenham, Londres       | Australie        | Test match                  | Victoire | 37-18 |
| 19     | 2 février 2019    | Aviva Stadium, Dublin              | Irlande          | Six Nations 2019            | Victoire | 32-20 |
| 20     | 10 février 2019   | Stade de Twickenham, Londres       | France           | Six Nations 2019            | Victoire | 44- 8 |
| 21     | 10 février 2019   | Stade de Twickenham, Londres       | France           | Six Nations 2019            | Victoire | 44- 8 |
| 22     | 10 février 2019   | Stade de Twickenham, Londres       | France           | Six Nations 2019            | Victoire | 44- 8 |
| 23     | 9 mars 2019       | Stade de Twickenham, Londres       | Italie           | Six Nations 2019            | Victoire | 57-14 |
| 24     | 16 mars 2019      | Stade de Twickenham, Londres       | Écosse           | Six Nations 2019            | Nul      | 38-28 |
| 25     | 5 octobre 2019    | Stade de Tokyo, Tokyo              | Argentine        | Coupe du monde 2019         | Victoire | 39-10 |
| 26     | 19 octobre 2019   | Stade d'Oita, Ōita                 | Australie        | Coupe du monde 2019         | Victoire | 40-16 |
| 27     | 19 octobre 2019   | Stade d'Oita, Ōita                 | Australie        | Coupe du monde 2019         | Victoire | 40-16 |
| 28     | 2 février 2020    | Stade de France, Paris             | France           | Six Nations 2020            | Défaite  | 17-24 |
| 29     | 2 février 2020    | Stade de France, Paris             | France           | Six Nations 2020            | Défaite  | 17-24 |
| 30     | 21 novembre 2020  | Stade de Twickenham, Londres       | Irlande          | Coupe d'automne des nations | Victoire | 18-17 |
| 31     | 21 novembre 2020  | Stade de Twickenham, Londres       | Irlande          | Coupe d'automne des nations | Victoire | 18-17 |
| 32     | 13 février 2021   | Stade de Twickenham, Londres       | Italie           | Six Nations 2021            | Victoire | 41-18 |
| 33     | 20 mars 2021      | Aviva Stadium, Dublin              | Irlande          | Six Nations 2021            | Défaite  | 18-32 |
| 34     | 6 novembre 2021   | Stade de Twickenham, Londres       | Tonga            | Test match                  | Victoire | 69-3  |
| 35     | 6 novembre 2021   | Stade de Twickenham, Londres       | Tonga            | Test match                  | Victoire | 69-3  |
| 36     | 26 août 2023      | Stade de Twickenham, Londres       | Fidji            | Test match                  | Défaite  | 22-30 |

## Palmarès

### En club
- Gloucester Rugby
  - Finaliste de la Coupe anglo-galloise en 2010
  - Vainqueur de la Coupe anglo-galloise en 2011
  - Vainqueur du Challenge européen en 2015

### En équipe nationale
- Angleterre
  - Vainqueur de la Triple Couronne en 2014 et 2020
  - Vainqueur du Tournoi des Six Nations en 2017 et 2020
  - Finaliste de la Coupe du monde en 2019
  - Vainqueur de la Coupe d'automne des nations en 2020
  - Troisième de la Coupe du monde en 2023

#### Tournoi des Six Nations
Jonny May participe pour la première fois au Tournoi des Six Nations en 2014.
| Édition          | Rang | Résultats Angleterre | Résultats May | Matchs May |
| ---------------- | ---- | -------------------- | ------------- | ---------- |
| Six Nations 2014 | 2    | 4 v, 0 n, 1 d        | 4 v, 0 n, 1 d | 5/5        |
| Six Nations 2015 | 2    | 4 v, 0 n, 1 d        | 2 v, 0 n, 0 d | 2/5        |
| Six Nations 2017 | 1    | 4 v, 0 n, 1 d        | 3 v, 0 n, 0 d | 3/5        |
| Six Nations 2018 | 5    | 2 v, 0 n, 3 d        | 2 v, 0 n, 3 d | 5/5        |
| Six Nations 2019 | 2    | 3 v, 1 n, 1 d        | 3 v, 1 n, 1 d | 5/5        |
| Six Nations 2020 | 1    | 4 v, 0 n, 1 d        | 4 v, 0 n, 1 d | 5/5        |
| Six Nations 2021 | 5    | 2 v, 0 n, 3 d        | 2 v, 0 n, 3 d | 5/5        |

Légende : v = victoire ; n = match nul ; d = défaite ; la ligne est en gras quand il y a Grand Chelem.

#### Coupe du monde
| Édition         | Rang            | Résultats Angleterre | Résultats Jonny May | Matchs Jonny May |
| --------------- | --------------- | -------------------- | ------------------- | ---------------- |
| Angleterre 2015 | Phase de poules | 2 v, 0 n, 2 d        | 1 v, 0 n, 2 d       | 3/4              |
| Japon 2019      | Finaliste       | 5 v, 0 n, 1 d        | 4 v, 0 n, 1 d       | 5/6              |
| France 2023     | Troisième       | 6 v, 0 n, 1 d        | 4 v, 0 n, 1 d       | 5/7              |

Légende : v = victoire ; n = match nul ; d = défaite.

### Distinctions personnelles
- LV= Breakthrough Player Award en 2012[21]
- Meilleur marqueur d'essais du Tournoi des Six Nations en 2019 (6 essais)